# Штода, Андрей Владимирович
Андрей Владимирович Штода (15 октября 1915 — 5 ноября 2012) — заместитель начальника Военно-воздушной инженерной академии имени Н. Е. Жуковского (1969—1984), кандидат технических наук, профессор, генерал-лейтенант авиации. Участник Великой Отечественной войны.

## Биография
Родился 15 октября 1915 года в селе Екатериновка (ныне — Неклиновский район Ростовской области).
После окончания восьми классов школы учился в школе фабрично-заводского ученичества. В 1931 году поступил в Батайскую авиационную школу Гражданского воздушного флота, после окончания которой в 1935 году остался там преподавать. В 1939 году окончил третий курс Ленинградского заочного авиационного института. В том же году по спецнабору Штода был призван на службу в Рабоче-Крестьянскую Красную Армию и зачислен с потерей одного курса на инженерный факультет Военно-воздушной академии имени Н. Е. Жуковского. Вскоре после начала Великой Отечественной войны был досрочно выпущен из академии и назначен младшим преподавателем кафедры конструкции авиационных двигателей.
В годы Великой Отечественной войны Штода обучал в академии направленных на переподготовку военнослужащих лётного, технического и штурманского состава, помогал им в освоении новой боевой техники. Во время битвы за Москву и после неё активно участвовал в несении службы по охране комплекса зданий академии от вражеских авиационных налётов. В сентябре-декабре 1944 года находился на боевой стажировке, участвовал в освобождении Болгарии, Югославии и Венгрии.
В послевоенное время продолжал службу в академии. В 1947 году Штода защитил диссертацию на соискание учёной степени кандидата технических наук, после чего трудился преподавателем, старшим преподавателем, заместителем начальника, а с 1957 года — начальником кафедры конструкции авиационных двигателей. В 1963 году ему было присвоено учёное звание профессора. С 1969 года и вплоть до выхода в отставку в 1984 году Штода занимал должность первого заместителя начальника Военно-воздушной инженерной академии имени Н. Е. Жуковского. Внёс большой вклад в совершенствования учебного процесса, руководил целым рядом научно-исследовательских работ. Являлся организатором и руководителем научного семинара академии по проблемам совершенствования учебного процесса. Завершив службу в Вооружённых Силах СССР, он до 1999 года продолжал работать в академии профессором кафедры конструкции авиационных двигателей.
Опубликовал в общей сложности более 150 научных работ в области конструкции и систем управления авиационных силовых установок. Являлся автором учебников, по которым учились во всех авиационно-инженерных вузах СССР и России, а также Китая. Являлся разработчиком новой дисциплины «Автоматика авиационных двигателей». Имел ряд патентов на изобретения.
Скончался 5 ноября 2012 года. Похоронен на Троекуровском кладбище Москвы (участок 26).

## Награды
- Орден Отечественной войны 1-й степени (1985);
- 4 ордена Красной Звезды;
- Орден «За службу Родине в Вооружённых Силах СССР» 3-й степени;
- Медали, в том числе иностранные.